# WEEK END
〈WEEK END〉는 《BLUE BLOOD》의 수록곡 〈WEEK END〉의 리메이크 곡이 수록된 싱글이다.
테마는 자살이며, 타이틀의 〈WEEK END〉는 주말에 종말을 더한 것이다. 1994년에 발매되는 〈Rusty Nail〉은 이 곡의 속편에 해당한다.
〈WEEK END〉의 프로모션 비디오에서는 히데가 머리를 움켜 쥐며 사망, 파타가 만취해 사망, 타이지는 총살, 요시키는 자살로 삶을 마치고 토시만이 살아남는 내용이 수록되었다. 당시의 프로모션 비디오에선 혁신적인 내용과 화면을 담아 센세이션을 불러 일으켰다.
수록곡 〈ENDLESS RAIN〉은 라이브 버전이다.

## 수록곡
1. WEEK END (요시키 작사·곡)
2. ENDLESS RAIN (요시키 작사·곡)